# Copa Espírito Santo de Futebol de 2014
A Copa Espírito Santo de 2014, também chamada de Copa ES, foi a 12ª edição do segundo torneio mais importante do estado do Espírito Santo. A disputa ocorreu entre 8 de agosto e 22 de novembro com a participação de onze equipes.

## Regulamento
- As onze equipes são divididas em dois grupos, sendo um com cinco equipes e outro com seis equipes, onde se enfrentam em jogos de ida e volta. Os dois melhores avançam à fase seguinte.
- As quatro equipes remanescentes se dividem novamente em dois grupos de dois clubes cada, sendo o divididos da seguinte forma: 1º colocado de determinado grupo agrupado com o 2º do grupo oposto da fase anterior, em jogos de ida e volta, sendo o vencedor avançando à fase seguinte.
- As duas equipes se enfrentam entre si em jogos de ida e volta. O vencedor se torna campeão da Copa Espírito Santo e garante vaga na Copa do Brasil de 2015.

### Critérios de desempate
Em caso de empate por pontos entre dois clubes, os critérios de desempate serão aplicados na seguinte ordem:
1. Número de vitórias
2. Saldo de gols
3. Gols marcados
4. Confronto direto
5. Número de cartões vermelhos
6. Número de cartões amarelos
7. Maior aproveitamento
8. Sorteio

## Participantes
| Equipe              | Cidade                  | Em 2013 | Estádio               | Capacidade | Títulos        |
| ------------------- | ----------------------- | ------- | --------------------- | ---------- | -------------- |
| Atlético Itapemirim | Itapemirim              | NP      | José Olívio Soares    | 5 500      | 0 (não possui) |
| Castelo             | Castelo                 | NP      | Emílio Nemer          | 3 000      | 0 (não possui) |
| Cachoeiro           | Cachoeiro de Itapemirim | 2º      | Moreira Rebello       | 5 500      | 0 (não possui) |
| Desportiva          | Cariacica               | 4º      | Engenheiro Araripe    | 7 500      | 2 (2008, 2012) |
| GEL                 | Serra                   | 7º      | Robertão              | 3 000      | 0 (não possui) |
| Linhares            | Linhares                | 8º      | Joaquim Calmon        | 2 000      | 0 (não possui) |
| Real Noroeste       | Águia Branca            | 1º'     | José Olímpio da Rocha | 3 100      | 2 (2011, 2013) |
| Rio Branco          | Vitória                 | 3º      | Salvador Costa        | 7 500      | 0 (não possui) |
| São Mateus          | São Mateus              | NP      | Sernamby              | 4 500      | 0 (não possui) |
| Tupy                | Vila Velha              | NP      | Gil Bernardes         | 13 410     | 0 (não possui) |
| Vitória             | Vitória                 | NP      | Salvador Costa        | 2 400      | 2 (2009, 2010) |

## Sorteio
O sorteio foi realizado pela FES em 28 de julho. O sorteio foi realizando fazendo uma divisão das equipes entre os potes 1 e 2 de acordo com sua classificação no Campeonato Capixaba de 2014. 
Entre parênteses, a posição da equipe no Campeonato Capixaba de 2014.
| Linhares (2º) São Mateus (3º) Castelo (4º) Vitória (5º) Desportiva (6º) Real Noroeste (7º) | Atlético Itapemirim (2ºB) Rio Branco (3ºB) Cachoeiro (5ºB) Tupy (6ºB) GEL (7ºB) |

No pote 1 estavam os times que participaram da Capixaba Série A 2014. No pote 2 estavam os estavam os times que participaram da Capixaba Série B 2014. Primeiramente, foram sorteadas aleatoriamente três equipes do Pote 1 para compor o grupo A, e as demais deveriam compor o grupo B. Depois, foram sorteadas três equipes do Pote 2 para compor o grupo A, e as demais deveriam compor o grupo B. Após a realização do sorteio, os grupos ficaram assim definidos:
| Linhares São Mateus Real Noroeste Rio Branco Tupy GEL | Castelo Vitória Desportiva Atlético Itapemirim Cachoeiro |

## Fase de Grupos
As partidas da primeira fase foram disputadas entre 8 de agosto e 18 de outubro. As duas melhores equipes de cada grupo avançaram para a fase final, totalizando quatro classificados.

## Jogos da 1ª Fase
Para ler a tabela, a linha horizontal representa os jogos da equipe como mandante. A coluna vertical indica os jogos da equipe como visitante.
Grupo A
|               | LIN | SMA | RNO | RBR | TUP | GEL |
| ------------- | --- | --- | --- | --- | --- | --- |
| Linhares      | —   | 1–2 | 1–3 | 2–2 | 0–1 | 2–0 |
| São Mateus    | 0–3 | —   | 1–1 | 0–2 | 0–0 | 3–0 |
| Real Noroeste | 7–0 | 3–0 | —   | 1–2 | 0–0 | 3–0 |
| Rio Branco    | 3–1 | 3–1 | 1–2 | —   | 3–0 | 3–1 |
| Tupy          | 4–2 | 1–0 | 0–0 | 0–2 | —   | 0–0 |
| GEL           | 1–1 | 0–0 | 0–1 | 2–2 | 0–0 | —   |

Grupo B
|                     | CAS | VIT | DES | CAI | CAC |
| ------------------- | --- | --- | --- | --- | --- |
| Castelo             | —   | 0–1 | 1–4 | 1–1 | 1–2 |
| Vitória             | 3–7 | —   | 0–1 | 0–1 | 3–1 |
| Desportiva          | 5–0 | 2–0 | —   | 3–1 | 2–3 |
| Atlético Itapemirim | 2–1 | 2–1 | 2–0 | —   | 1–0 |
| Cachoeiro           | 2–1 | 2–1 | 2–4 | 0–0 | —   |

## Desempenho por rodada
Grupo A
Clubes que lideraram o Grupo A ao final de cada rodada:
| Rodadas | Rodadas | Rodadas | Rodadas | Rodadas | Rodadas | Rodadas | Rodadas | Rodadas | Rodadas |
| ------- | ------- | ------- | ------- | ------- | ------- | ------- | ------- | ------- | ------- |
| 1       | 2       | 3       | 4       | 5       | 6       | 7       | 8       | 9       | 10      |
| RBR     | RBR     | RBR     | RBR     | RBR     | RNO     | RNO     | RBR     | RNO     | RBR     |

Clubes que ficaram na última posição do Grupo A ao final de cada rodada:
| Rodadas | Rodadas | Rodadas | Rodadas | Rodadas | Rodadas | Rodadas | Rodadas | Rodadas | Rodadas |
| ------- | ------- | ------- | ------- | ------- | ------- | ------- | ------- | ------- | ------- |
| 1       | 2       | 3       | 4       | 5       | 6       | 7       | 8       | 9       | 10      |
| LIN     | GEL     | GEL     | GEL     | LIN     | GEL     | LIN     | GEL     | GEL     | GEL     |

Grupo B
Clubes que lideraram o Grupo B ao final de cada rodada:
| Rodadas | Rodadas | Rodadas | Rodadas | Rodadas | Rodadas | Rodadas | Rodadas |
| ------- | ------- | ------- | ------- | ------- | ------- | ------- | ------- |
| 1       | 2       | 3       | 4       | 5       | 6       | 7       | 8       |
| VIT     | DES     | DES     | DES     | DES     | DES     | DES     | DES     |

Clubes que ficaram na última posição do Grupo B ao final de cada rodada:
| Rodadas | Rodadas | Rodadas | Rodadas | Rodadas | Rodadas | Rodadas | Rodadas |
| ------- | ------- | ------- | ------- | ------- | ------- | ------- | ------- |
| 1       | 2       | 3       | 4       | 5       | 6       | 7       | 8       |
| CAI     | CAS     | CAS     | CAC     | CAS     | CAC     | CAS     | CAS     |

## Fase Final
Em itálico, os times que possuem o mando de campo no primeiro jogo do confronto e em negrito os times classificados.
|  | Semifinais          | Semifinais    | Semifinais | Semifinais |   |                     | Final | Final | Final | Final |
|  |                     |               |            |            |   |                     |       |       |       |       |
|  | Rio Branco          | 1             | 1          | 2          |   |                     |       |       |       |       |
|  | Atlético Itapemirim | 3             | 0          | 3          |   |                     |       |       |       |       |
|  | Atlético Itapemirim | 3             | 0          | 3          |   | Atlético Itapemirim | 1     | 1     | 2     |       |
|  |                     |               |            |            |   | Atlético Itapemirim | 1     | 1     | 2     |       |
|  |                     | Real Noroeste | 2          | 1          | 3 |                     |       |       |       |       |
|  | Desportiva          | Real Noroeste | 2          | 1          | 3 | 0                   | 2     | 2     |       |       |
|  | Desportiva          |               |            |            |   | 0                   | 2     | 2     |       |       |
|  | Real Noroeste       | 2             | 1          | 3          |   |                     |       |       |       |       |

### Final
Jogo de ida
| 15 de novembro | Atlético Itapemirim | 1 – 2     | Real Noroeste            | Engenheiro Araripe, Cariacica |
| 15:00          | Lázio 32'           | Relatório | 61' Willy · 89' Pedrinho |                               |

Jogo de volta
| 22 de novembro | Real Noroeste | 1 – 1     | Atlético Itapemirim | José Olímpio da Rocha, Águia Branca |
| 15:00          | Willy 13'     | Relatório | 45+4' Ronicley      |                                     |

## Premiação
| Copa Espírito Santo de Futebol 2014 |
| ----------------------------------- |
| Real Noroeste Bicampeão (3° título) |

## Artilharia
Abaixo, a lista de artilheiros da Copa Espírito Santo:
6 gols (2)
- Carlos Vítor (Rio Branco)
- Vitinho (Real Noroeste)

5 gols (3)
- Zé Augusto (Linhares)
- Robert Gladiador (Rio Branco)
- Nádson (São Mateus)

4 gols (1)
- Sorriso (Rio Branco)

3 gols (13)
- Lazio (Atlético Itapemirim)
- Thiaguinho (Atlético Itapemirim)
- Dedé (Castelo)
- Jymmy (Castelo)
- Léo Oliveira (Desportiva)
- Júlio César (Desportiva)
- Marcos Bruno (Linhares)
- Willy (Real Noroeste)
- Pedrinho (Real Noroeste)
- Danilo Freire (Real Noroeste)
- Mocotó (Real Noroeste)
- Feijão (Rio Branco)
- Jocimar Lambiru (Tupy)

2 gols (21)
- Ronicley (Atlético Itapemirim)
- Zizu (Atlético Itapemirim)
- Jardim (Castelo)
- Netinho (Castelo)
- Tony (Desportiva)
- Dinda (Desportiva)
- Ivan (Desportiva)
- Kelvin (Desportiva)
- Getúlio Vargas (Desportiva)
- Wyllian (Desportiva)
- Erivelton (Desportiva)
- Márcio Tuta (Desportiva)
- Édipo Mosquito (GEL)
- Jhone (Real Noroeste)
- Matheus (Real Noroeste)
- Gabriel Buru (Rio Branco)
- Marcos Alagoano (Rio Branco)
- Ratinho (Rio Branco)
- Diego Maceió (Tupy)
- Ramón (Vitória)
- Kiki (Vitória)

1 gol (29)
- Gil Baiano (Atlético Itapemirim)
- Manga (Atlético Itapemirim)
- Emílio (Atlético Itapemirim)
- Marcos Felipe (Atlético Itapemirim)
- Pepeta (Atlético Itapemirim)
- Vitinho (Cachoeiro)
- Rhenan (Cachoeiro)
- Anderson (Cachoeiro)
- Lucas Caló (Cachoeiro)
- Silvestre (Cachoeiro)
- Luan Francischetto (Castelo)
- Dener (Castelo)
- Tábata (Desportiva)
- Madison (Desportiva)
- Ciélio (GEL)
- Jackson Basso (GEL)
- Mano (Rio Branco)
- Fernando (Linhares)
- Rodrigo Pardal (Linhares)
- Frank (Real Noroeste)
- Stênio Garcia (Real Noroeste)
- Wesley Carioka (Rio Branco)
- Baldinho (São Mateus)
- Marcinho (São Mateus)
- Flávio Santos (Tupy)
- Hércules (Vitória)
- Jean Sá (Vitória)
- Balotelli (Vitória)
- Thayrone (Vitória)
- Magalhães (Vitória)

Gols-contra (2)
- Euclésio (Cachoeiro, para o Vitória)
- Mayko Jhordan (Desportiva, para o Cachoeiro)

## Maiores públicos
Estes são os cinco maiores públicos:
| Nº | Público[i] | Mandante      | Placar | Visitante           | Estádio               | Data           | Fase          |
| -- | ---------- | ------------- | ------ | ------------------- | --------------------- | -------------- | ------------- |
| 1  | 4412       | Rio Branco    | 3 – 1  | São Mateus          | Kléber Andrade        | 23 de agosto   | Primeira Fase |
| 2  | 2110       | Rio Branco    | 3 – 1  | GEL                 | Kléber Andrade        | 2 de setembro  | Primeira Fase |
| 3  | 1736       | Real Noroeste | 1 – 1  | Atlético Itapemirim | José Olímpio da Rocha | 22 de novembro | Final         |
| 4  | 1189       | Rio Branco    | 1 – 0  | Atlético Itapemirim | Arena Unimed Siccob   | 7 de novembro  | Semifinais    |
| 5  | 1000       | Desportiva    | 2 – 1  | Real Noroeste       | Arena Unimed Siccob   | 8 de novembro  | Semifinais    |

- i. ^ Considera-se apenas o público pagante